# Кизевальтер, Георгий Дмитриевич
Гео́ргий Ки́зева́льтер (род. 10 сентября 1955, Москва) — советский и российский художник-концептуалист, фотограф, автор объектов и инсталляций, писатель. Один из основателей группы «Коллективные действия».

## Биография
Родился в Москве 10 сентября 1955 года в семье геолога Д. С. Кизевальтера.
В 1960-х годах учился у В. С. Кизевальтер Архивная копия от 12 сентября 2009 на Wayback Machine.
В 1971—1972 годах занимался в «Клубе Юного Искусствоведа» (КЮИ) при ГМИИ им. Пушкина.
В 1972—1977 годах учился в Московском Государственном педагогическом институте им. В. И. Ленина на факультете английского языка и литературы.
В середине 1970-х годов вошёл в круг художников-концептуалистов. Один из основных фотографов-документалистов акций КД. Участвовал в квартирных выставках (с 1976), в первых выставках Горкома графиков, в движении Апт-арт (1982—1984), в составе группы «Коллективные действия» принимал участие в выставках неофициального русского искусства в Париже, Лондоне и др. (1978—1981).
В 1981—1985 годах принимал активное участие в составлении выпусков Московского архива нового искусства (МАНИ).
С 1977 по 1980 работал преподавателем английского языка и художником-оформителем в школах в Якутской АССР.
В 1998—2006 годах жил и работал в Канаде. Там для получения местных документов об образовании окончил в Торонто колледж графического и веб дизайна (1999) и LaSalle College International (2002).
С 1981 по 1986 принимал участие в создании МАНИ (Московский архив нового искусства), в декабре 1981 года совместно с Е. Елагиной выпустил (является автором-составителем) третий выпуск МАНИ, в 1986 г. завершил сбор материалов для последнего, пятого выпуска.
В 1982—1983 годах создал совместно с В. Захаровым 1-й том альбома «По мастерским» (Фото и интервью художников. Вст. статьи Г. Кизевальтера и В. Захарова). 2-й том альбома Кизевальтер сделал один в 1985 году.
Автор нескольких передач на радио «Свобода», книг, альбомов и многих публикаций по современному искусству и истории фотографии.

## Членство в организациях

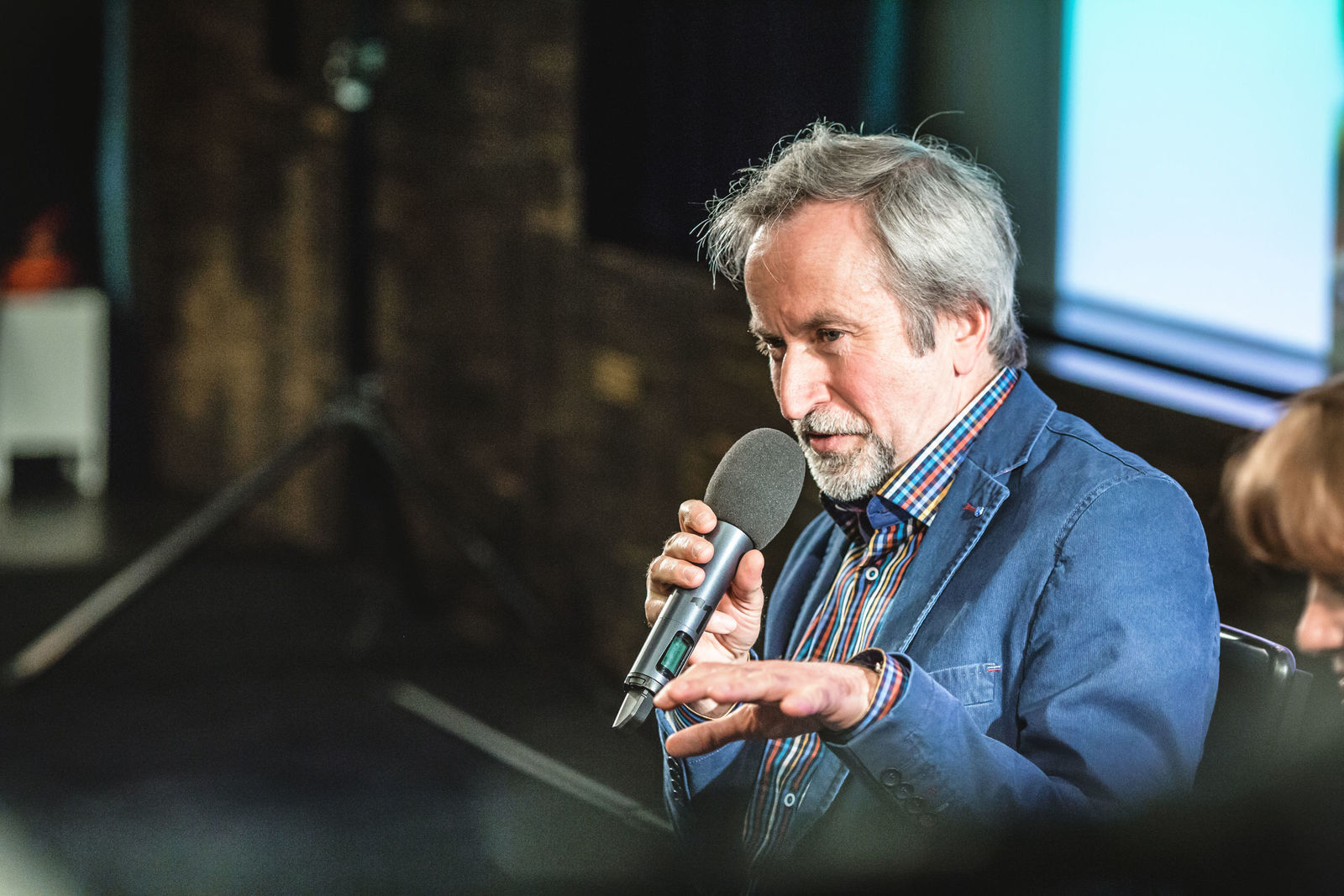
Георгий Кизевальтер, 2017

- 1988—1996 — член неформального объединения «Клуб Авангардистов».
- 1986—1993 — член Горкома художников-графиков и Международной Федерации Художников
- 1993 — член Союза Художников Москвы.
- Член РДС.

## Выставки
Участник свыше 100 выставок во всем мире.
Основные персональные выставки:
- 2023 — «Художник-коллекционер». Московский музей современного искусства, Москва.[4][5][6].
- 2021-22 — «Другие пространства. Mастерские художников». Фонд культуры «Екатерина» Архивная копия от 23 февраля 2022 на Wayback Machine, Москва.
- 2015 — «Слова и смыслы». Galerie Iragui Архивная копия от 26 августа 2015 на Wayback Machine, Москва.
- 2015 — «Инсайдер». Музей современного искусства «Гараж», Москва.
- 2011 — «Проект Новой Агиографии». Московский музей современного искусства[7][8][9].
- 2010 — «Стена». Галерея В. Погодиной, Москва
- 1998 — «Гаражи». Ин-т Современного Искусства, Москва.
- 1998 — «Только для служебного пользования». Брянский областной художественный музей (совместно с Франсиско Инфанте; в рамках XIII фестиваля современного искусства), Брянск.
- 1993 — «Боковым зрением». Галерея «Велта», Москва.
- 1991 — «Только для служебного пользования». Галерея Садовники, Москва.
- 1991 — «Кабаков, Кизевальтер, Макаревич». Галерея «Параллель 39», Валенсия, Испания.
- 1990 — «А где же национальная школа?» Галерея Ф. Дурана, Мадрид, Испания.
- 1983 — «Музей Васи». Квартирная экспозиция в рамках движения «АптАрт». Москва.

Избранные групповые выставки:
- 1976 — Серия квартирных выставок в Москве
- 1977 — Биеннале искусств в Венеции
- 1978−1981 — Выставки неофициального русского искусства в Париже, Лондоне
- 1981−1985 — Выставки Центра Русского Искусства в Нью-Йорке, Вашингтоне
- 1986 — Выставка в посольстве Мальты (‘Oh, Malta!’)
- 1986 — 17-я Молодёжная выставка, Москва
- 1988 — Ярмарка Искусств в Чикаго, США
- 1988 — Ярмарка Искусств в Базеле, Швейцария
- 1988 — «Современные русские художники». Музей современного искусства, Берн
- 1990 — «В сторону объекта», Стеделийк Музеум, Амстердам, Голландия
- 1990 — «Зеленая выставка», Галерея «Экзит Арт», Нью-Йорк, США
- 1991 — «Перспективы концептуализма», Нью-Йорк и Гонолулу, США
- 1991 — Музей МАНИ, Франкфурт, Германия
- 1991 — «Современное советское искусство», Сетагайа Арт Музей, Токио, Япония
- 1991 — «Современные советские художники», Музей в Сантьяго де Компостела, Испания
- 1993 — «Монументы: трансформация для будущего», ЦДХ, Москва и ICA, Нью-Йорк
- 1993 — «Постмодернизм и национальные традиции», Третьяковская галерея, Москва
- 1995 — «Двойная игра» — совместный проект с Анной Альчук — галерея «Obscuri Viri», Москва и Галерея 21, С-Петербург.
- 1996 — «Флюксус», ЦДХ, Москва
- 1996 — «Русские концептуальные художники 80-х». Музей искусств Ун-та Дюк, США.
- 1996 — «Полет, уход, исчезновение». Берлин, Кийль.
- 1998 — «Русский пейзаж». Женева, Швейцария.
- 2004 — Музей Серралвес, Порто, Португалия, в рамках выставки И. Кабаков — Б. Михайлов (фото).
- 2005 — «Сообщники». ГТГ (в рамках 1-й Биеннале Современного искусства)
- 2006 — «Художники против государства: возвращение в перестройку». Галерея Фельдмана, Нью-Йорк (фото)
- 2007 — Экспозиция аукциона Сотбис, Москва-Лондон
- 2007 — «Соц-арт. Политическое искусство в России и Китае». ГТГ (в рамках 2-й Биеннале Современного искусства)
- 2008 — Экспозиция аукциона Сотбис, Москва, Лондон
- 2008 — Московское концептуальное искусство, Schirn Kunsthalle, Франкфурт и Fundación Juan March, Мадрид
- 2009 — Экспозиция аукциона Сотбис, Москва, Лондон
- 2009 — «Не игрушки», Третьяковская Галерея, Москва (в рамках 3-й Биеннале Современного искусства)
- 2010 — «Поле действия». Московская концептуальная школа и её контекст. Фонд культуры «Екатерина», Москва.
- 2013 — «Экспансия предмета», Московский музей современного искусства
- 2013 — «Сны для тех, кто бодрствует», Московский музей современного искусства
- 2014—2015 — Rauschenberg: Collecting & Connecting. Художественный музей Нашера при Дюкском университете и Фонде Роберта Раушенберга Архивная копия от 21 февраля 2015 на Wayback Machine. Дарем, СК, США.
- 2016 — «Thinking Pictures»: Moscow Conceptual Art in the Dodge Collection. Voorhees Gallery, Zimmerli Art Museum at Rutgers University Архивная копия от 7 февраля 2017 на Wayback Machine. Нью-Джерси, США.
- 2016 — Kollektsia ! Art contemporain en URSS et en Russie 1950—2000. Центр Помпиду, Париж.
- 2020 — Regaining a Paradise Lost: the Role of the Arts. APS Mdina Cathedral Биеннале Современного Искусства, Мдина, Мальта.
- 2021 — Waves and Echoes: Postmodernism and the Global 1980s. Beijing Inside-Out Art Museum, China.
- 2022 — Thinking Pictures. Kumu Art Museum, Tallinn, Estonia.

Работы находятся в собраниях:
- Государственная Третьяковская галерея, Москва;
- Музей Искусств, Берн, Швейцария;
- Центр Помпиду, Париж;
- Музей Джейн Вурхис Зиммерли, коллекция Нортона и Нэнси Додж, Рутгерский университет, Нью-Брансуик, Нью-Джерси, США.[10]
- Музей Искусств Ун-та Дюк (США);
- Московский Музей Современного Искусства Архивная копия от 3 ноября 2006 на Wayback Machine;
- Музей современного искусства «Гараж», Москва;
- Фонд культуры «Екатерина» Архивная копия от 11 сентября 2013 на Wayback Machine;
- ГЦСИ, Москва;
- Коллекция Колодзей русского и восточноевропейского искусства, Kolodzei Art Foundation, США;
- Мультимедиа Арт Музей, Москва;
- Корпоративные и частные коллекции России, США, Испании, ФРГ, Швейцарии, Франции, Бельгии, Германии.
- Галерея «Романовъ», Москва.

## Книги и эссе
- Монастырский А., Панитков Н., Алексеев Н., Макаревич И., Елагина Е., Кизевальтер Г., Ромашко С., Хэнсген С. (Группа «Коллективные действия»). «Поездки за город». — М.: Ad Marginem, 1998.
- Кизевальтер Г. «Коммунальное тело Москвы» (при поддержке Фонда Открытое Общество) М: Рестарт+/Полидиз. 1999.
- «Анатолий Зверев в воспоминаниях современников», с. 242: «Монолог Анатолия Зверева». В сборнике Библиотека мемуаров. М.: Молодая Гвардия, 2006. ISBN 5-235-02868-6.
- «Эти странные семидесятые, или Потеря невинности». Эссе, интервью, воспоминания. Сост. Г. Кизевальтер. — М.: Новое литературное обозрение, 2010. ISBN 978-5-86793-773-7.
- «Переломные восьмидесятые в неофициальном искусстве СССР». Эссе, интервью, фотографии. Редактор-составитель Г. Кизевальтер. — М.: Новое литературное обозрение, 2014. ISBN 978-5-4448-0142-0.
- «Самиздат как средство выживания для неофициальных художников». В Acta samizdatica / Записки о самиздате. Альманах : вып.2. Сост. Е. Н. Струкова, Б. И. Беленкин, при участии Г. Г. Суперфина. М.: ГПИБ России; Международный Мемориал, 2015. ISBN 978-5-85209-366-0, ISBN 978-5-9902341-2-3
- «Этюд в светлых тонах». В сборнике «Эдик Штейнберг. Материалы биографии». Серия: Очерки визуальности. М.: НЛО, 2015. ISBN 978-5-4448-0239-7.
- Г. Кизевальтер. «Время надежд, время иллюзий. Проблемы истории советского неофициального искусства. 1950—1960 годы: Статьи и материалы». М.: НЛО, 2018. ISBN 978-5-4448-0732-3.
- «Советское изобразительное искусство в зеркале западной прессы (Обзор публикаций 1960-х годов)». В Западное искусство. XX век. Шестидесятые годы. Сборник статей. Отв. ред. А. В. Бартошевич, Т. Ю. Гнедовская. М.: БуксМАрт, 2021. ISBN 978-5-907267-52-7.
- Г. Кизевальтер. «Репортажи из-под-валов (Альтернативная история неофициальной культуры в 1970-х и 1980-х годах в СССР глазами иностранных журналистов, дополненная интервью с её героями)», М.: НЛО, 2022. ISBN 978-5-444-81813-8.
- Г. Кизевальтер. Рассказы разных лет. В Литературно-художественный журнал «Зеркало» № 56, 59, 61.

## Галерея работ

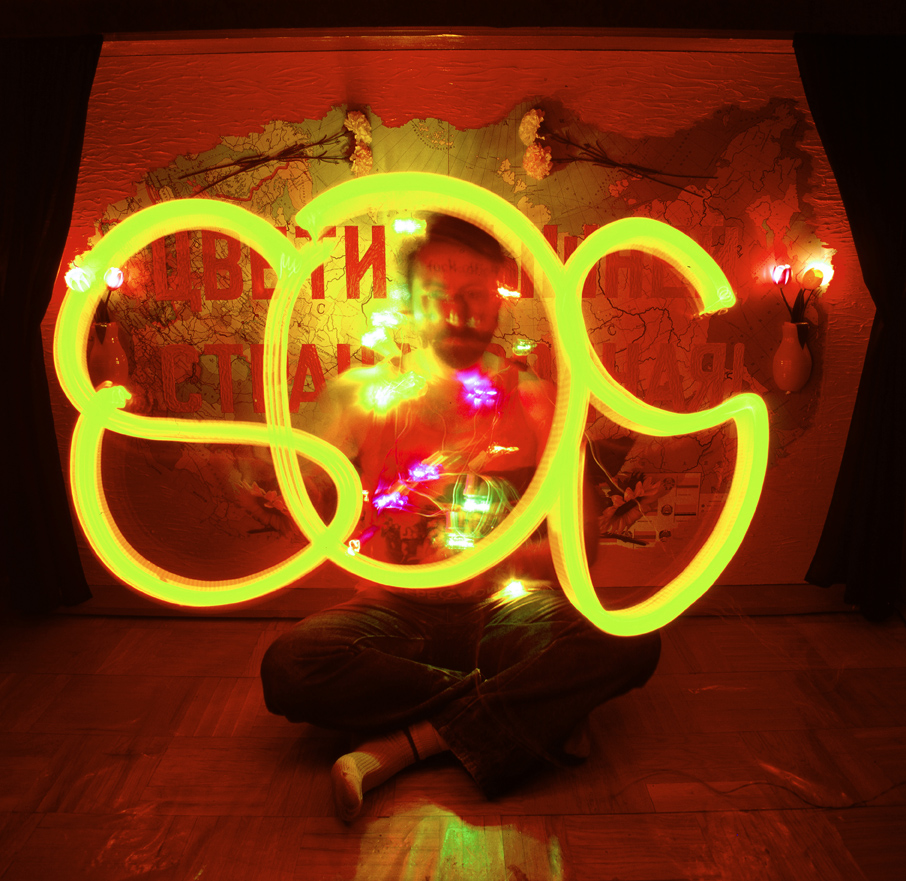
Г. Кизевальтер. Из серии "Световые сигналы" (1989)
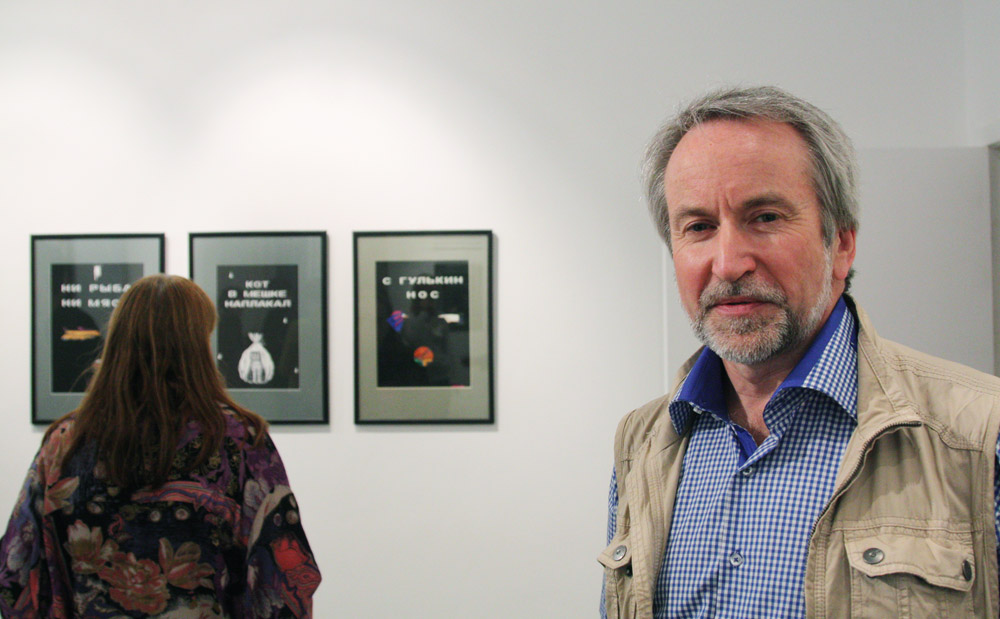
Художник на выставке (2015)

## Цитаты
- «Художник, филолог, фотограф, полноправный член содружества московских концептуалистов, его документалист и одновременно аутсайдер, индивидуалист, не чувствующий себя кому-либо обязанным, — всё это Георгий Кизевальтер» — Михаил Боде, «Огонек» № 8, 1994.